# Apeadero Kloosterman
Kloosterman es un apeadero ubicado en los límites de la localidad de Alejandro Petión, en el partido de Cañuelas, Provincia de Buenos Aires, Argentina.

## Servicios
Es un centro de transferencia intermedio del servicio diésel metropolitano de la Línea General Roca que se presta las estaciones Ezeiza y  Cañuelas.

## Ubicación
Se ubica junto al Camping del Sindicato de Mecánicos (SMATA) de casi 100 hectáreas. La mayor cantidad de personas utilizan esta estación para acudir al camping, por lo que cuando se encuentra éste cerrado al público, el movimiento de pasajeros es casi nulo.

## Toponimia
Debe su nombre al dirigente sindical argentino Dirck Henry Kloosterman, que integró las filas del SMATA.

## Diagrama
| Plataforma Sur   |                                                                     |
| Vía 1            | Trenes a Cañuelas provenientes de Ezeiza (próxima Levene)           |
| Vía 2            | Trenes a Ezeiza provenientes de Cañuelas (próxima Alejandro Petión) |
| Plataforma Norte |                                                                     |